# Andreea Doană
Andreea Doană (nume de fată Andreea Pelei, n. 26 octombrie 1975, București) este o scrimeră română specializată pe sabie, laureată cu argint pe echipe la Campionatul Mondial din 2001 și pe Campionatul European din 2004. A fost campioană a României în 2005.